# Лодзинское восстание
Лодзинское восстание (пол. Powstanie łódzkie), или Июньские дни — крупная забастовка польских рабочих, произошедшая в городе Лодзь Петроковской губернии Царства Польского. Начало забастовке положило тяжёлое экономическое положение в стране после войны с Японией.
Забастовка началась, по разным данным, 21 или 22 июня 1905 года, когда рабочие стали возводить баррикады и нападать на представителей власти. Они требовали больших прав для поляков, некоторые также протестовали против русификации. Забастовку поддержали польские социалистические движения, а национал-демократы наоборот, помогали властям бороться с демонстрациями.
Восстание было подавлено 25 июня, погибли и получили ранения сотни человек.

## Предпосылки
Не самое лучшее экономическое положение в начале XX века способствовало росту напряжённости в России и Польше: Русско-японская война ухудшила экономическое положение Царства Польского, в связи с чем в 1904 году более 100 000 польских рабочих лишились работы. В конце 19 и начале 20 века город Лодзь был крупных промышленным центром, тяжёлая урбанизация и индустриализация, а также большое количество представителей рабочего класса сделали Лодзь крупной опорной точкой для польского социалистического движения.
Революционный дух от бунта 1905 года быстро проник на контролируемую Российской Империей Польшу. Польша была крупным центром революционных противостояний с 1905 по 1907 года, а лодзинское восстание стало ключевым событием этого времени. Протесты в Лодзи начались ещё 22 января. Протестующие доставали плакаты и скандировали такие лозунги, как «Долой самодержавие! Долой войну!».
Вскоре к забастовке рабочих присоединилось ещё 300 000 человех.
Крыло Польской социалистической партии (ППС), которая была лояльна к Юзефу Пилсудскому, поддержало протесты и призвало к активным, жестоким протестам против российской оккупации. Оба крыла Национально-демократической партии Польши, под лидерством Романа Дмовского, не поддерживали забастовку. Национал-демократы решили сотрудничать с властью для подавления восстания, ППС же сотрудничало с российскими революционерами и желала свергнуть власть Российской Империи.
Русско-японская война оказала большое влияние на рост инакомыслящих в Российской Империи.
26 января 1905 в Лодзи прошла ещё одна крупная демонстрация в 6 000 человек. Через пару дней социалисты объявили всеобщую забастовку рабочих, и на улицу вышли уже 60 000 человек. Демонстранты требовали установить 8-часовой рабочий день и выдачу субсидий для больных. К рабочим присоединились студенты, которые в свою очередь требовали прекращения политики русификации. Ещё одна крупная забастовка прошла 1 мая, она затронула почти половину промышленности города.
Убийство польского рабочего Ежи Грабчинского русским казаком упоминается как сильная искра восстания. 18 июня 1905 года полицейские открыли огонь демонстрантам, погибли около 10 человек, на похороны которых пришли 50 000 — 70 000 человек, а потом обстановка обострились, и похороны превратились в большую акцию протеста 20 и 21 июня. Её также встретила казачья кавалерия, которая стреляла по демонстрантам, а они в ответ кидали по ним камни. Погибло 25 человек, сотни человек получили ранения. Партия Социал-демократия Королевства Польского и Литвы призвала людей выходить на всеобщую забастовку рабочих 23 июня.
ППС имела ячейку в Лодзи, в которой было 10 регулярных и вооружённых членов, а также несколько десятков полу-военных рабочих.

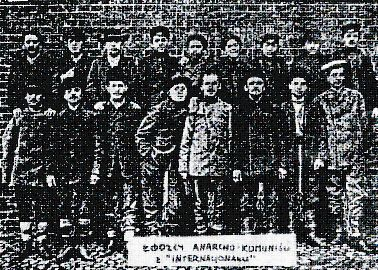
Группа анархо-коммунистов в Лодзи в 1906

## Восстание
Напряжение росло, и, по разным источникам, вечером 21 или 22 июня озлобленные рабочие начали строить баррикады и нападать на полицейских и военные патрули, убивая тех, кто не сдался им в плен. В течение следующих дней были возведены сотни баррикад по всему городу.
На улице Восточной рабочие открыли огонь по роте пехоты и кавалерии, а на улице Южной протестующие взяли в окружение отряд жандармов. Демонстранты сжигали винные магазины, а правительственные войска пытались прорвать первые баррикады, изначально безуспешно. К Лодзи начали стягивать царские войска из Варшавы, Ченстоховы и тренировочных лагерей. В город вошли несколько пехотных полков. Шесть пехотных и несколько кавалерийских полков направили на подавление восстания. 23 июня из-за противостояний на улицах были закрыты все промышленные предприятия, магазины, мастерские и т. д..
Самые тяжёлые бои проходили на пересечении улиц Южная и Восточная, где были расположены четыре баррикады. В Рокоцинском районе рабочие прогнали отряд полиции из 3000 человек, которому пришлось отступать в Зрудлинский парк. Восставшие не имели организованного плана действий. Общими требованиями протестующих было улучшение условий жизни для рабочего класса, расширение права поляков, отмена русификации и т. д.. По данным разных источников, 23 или 26 июня царь ввёл в городе военное положение.
Члены ППС помогли рабочим в противостояниях на улицах, перед ними встала не только полиция и регулярная армия, но и отряды национал-демократов, которые также боролись с восстанием. На улицах вспыхнули противостояния между сторонниками ППС и сторонниками Романа Дмовского. Между ними состоялась небольшая гражданская война.
У восставших не было особого вооружения и обмундирования, поэтому восстание довольно быстро удалось подавить. Последние баррикады, которые находились в Зрудлинском парке и на Восточной улице, были прорваны 24, или, как говорят некоторые источники, 5 июня, но случайные столкновения и выстрелы происходили ещё на протяжении нескольких дней.

## Последствия

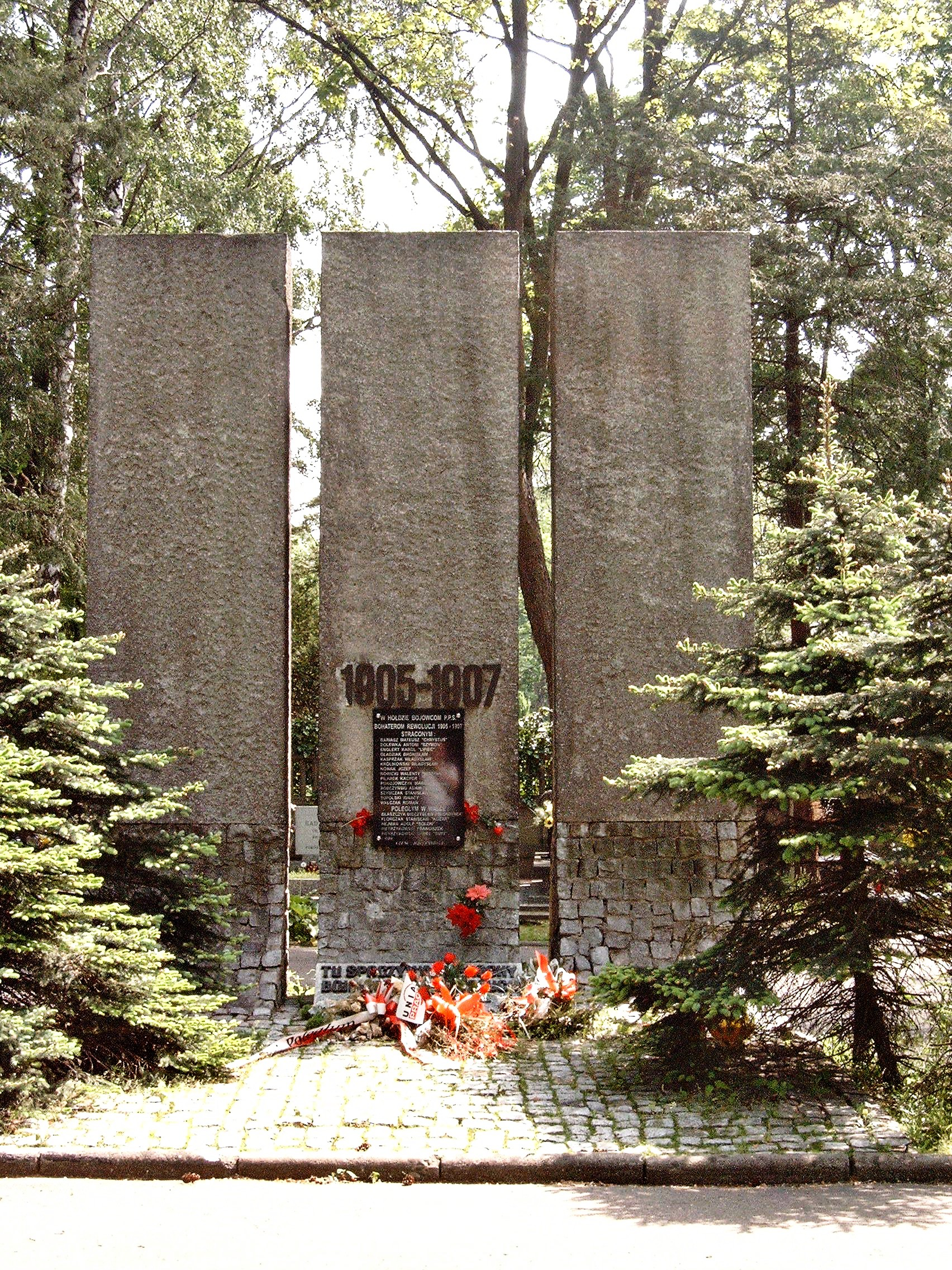
Монумент бойцам ППС в городе Лодзь, погибшим в боях с 1905 по 1907 годы

Согласно официальным данным, в боях погибло 151 человек (55 поляков, 79 евреев и 17 немцев) и ранено 150 человек; неофициальные данные говорят о более 200 убитых и между 800 и 2 000 раненных.
Забастовка в Лодзи была ни первым, и не последним актом протеста в том, что польская историография называет революцией в Царстве Польском. Акции протеста проходили на контролируемых Россией польских землях ещё на протяжении всего года, но это восстание было одним из самых драматичных из них.
В сентябре 1905 двое активистов ППС убили Кароля Юлиуша Кунитцера, владельца лодзинской фабрики «Heinzel & Kunitzer», поводом для убийства были убеждения активистов в несправедливом отношении ко своим работникам.

## Комментарии
1. ↑  Источники не позволяют установить точные даты начала и окончания восстания. Многие источники приводят 22 и 24 июня, однако, согласно ряду источников, первые нападения на полицейские и воинские части произошли как минимум 21 июня, последняя же баррикада была захвачена 25 июня 1905 года.